# Ali Aganović
Hadži Ali-efendija Aganović (4. září 1902 Sarajevo, Bosna a Hercegovina – 9. ledna 1961 Sarajevo, Federativní lidová republika Jugoslávie) byl bosenskohercegovský islámský duchovní a pedagog bosňáckého původu. Rodné jméno Ali někdy bývá uváděno ve tvaru Alija.

## Životopis
V rodném městě dokončil mekteb a ruždii, islámské základní školy. Roku 1916 začal studovat na Misrího (Atmejdanské) medrese a od roku 1918 v Daru-l-mualliminu, muslimské učitelské přípravce. Když byla přípravka roku 1920 rozpuštěna, resp. sloučena s Gazi-Husrev-begovou medresou, přestoupil na Šarí‘atskou soudní školu. Tu absolvoval roku 1924 a nato se vydal za vzděláním na káhirskou Univerzitu al-Azhar. Po čtyřletém studiu se vrátil do vlasti a po vojenské službě nastoupil na místo honorárního učitele náboženství v Prvním reálném chlapeckém gymnáziu a poté na Prvním státním dívčím gymnáziu v Sarajevu. Roku 1934 podal výpověď pro nesouhlas se vzdělávacím plánem a programem, který vydal Ulema-medžlis, nejvyšší duchovní rada Islámského společenství v Bosně a Hercegovině.
Roku 1926 se zúčastnil všeislámského kongresu v Mekce a při té příležitosti vykonal pouť, hadždž. Po návratu domů se podílel na vzniku organizace Mladí muslimové a stavovské organizace islámských duchovních el-Hidaje.
Po vydání nové ústavy Islámského společenství v Bosně a Hercegovině roku 1936 získal místo úředníka v Ulema-medžlisu. V srpnu 1936 se stal tajemníkem a nato roku 1938 i členem Ulema-medžlisu.
Roku 1945 byl novým komunistickým režimem v Jugoslávii uvězněn a odsouzen na srmt. Trest mu byl následně zmírněn na dvanáct let žaláře. Z věznice byl propuštěn roku 1957.